# Дюллюкю
Дюллюкю (рос. Дюллюкю)  — село Верхньовілюйського улусу, Республіки Саха Росії. Адміністративний центр Дюллюкинського наслегу.
Населення —  1251 особа (2010 рік). 